# Шахтёр (футбольный клуб, Артём)
«Шахтёр» — российский футбольный клуб из Артёма. Основан в 1970 году. Лучшее достижение в первенстве России — 6 место в 7 зоне второй лиги в 1993 году.

## Названия
- «Угольщик» — 1970 год.
- «Шахтер» — 1991—1993 годы.

## Стадион
Стадион «Угольщик» расположен на площади Ленина, 15А. Построен в 1968 году. В настоящее время нуждается в полной реконструкции.

## История
Клуб дебютировал в чемпионатах СССР под названием «Угольщик» в 1970 году. Команда заняла 11-е место из 17, одержав победы в 7 матчах из 32. В связи с реорганизацией системы футбольных лиг СССР и расформированием класса «Б» в созданную вторую лигу были приняты 5 команд из 4 зоны РСФСР. «Угольщик» в их число не вошёл и на 21 год покинул число участников чемпионатов страны. В 80-е годы команда, уже под названием «Шахтёр», играла в чемпионате Приморского края.
В 1990 году «Шахтёр», выиграв 21 матч из 26, одержал победу в чемпионате края и получил право на выступление в республиканской зоне второй лиги союзного чемпионата в следующем сезоне. Клуб занял итоговое 16-е место в сезоне-1991, потерпев два крупных поражения со счётом 0:6 — от «Томи» и новокузнецкого «Металлурга». Лучшим бомбардиром «Шахтёра» стал нападающий Сергей Александров, забивший 7 мячей. Более успешным оказался следующий сезон, дебютный для команды в чемпионатах России. «Шахтёр» занял 7-е место при 13 участниках, лучшим бомбардиром клуба стал Юрий Сергиенко с 9 мячами. В сезоне-1993, ставшим последним для клуба на профессиональном уровне, «Шахтёр» занял 6-е место. Юрий Сергиенко, забивший 9 мячей, вновь стал лучшим бомбардиром команды.

## Статистика
| Год  | Лига                                 | Место | В  | Н  | П  | Мячи  | Очки |
| ---- | ------------------------------------ | ----- | -- | -- | -- | ----- | ---- |
| 1970 | Класс «Б», РСФСР, 4 зона             | 11    | 7  | 16 | 9  | 25-24 | 30   |
| 1991 | Вторая лига, 10 республиканская зона | 16    | 8  | 5  | 21 | 27-58 | 21   |
| 1992 | Вторая лига, 6 зона                  | 7     | 10 | 5  | 9  | 26-25 | 25   |
| 1993 | Вторая лига, 7 зона                  | 6     | 10 | 6  | 8  | 37-29 | 26   |